# Breislak (Mondkrater)
Breislak ist ein Einschlagkrater im Süden der Mondvorderseite, südlich des Kraters Barocius und nördlich von Baco.
Der Kraterrand ist stark erodiert, das Innere weitgehend eben.
| Buchstabe | Position           | Durchmesser | Link |
| --------- | ------------------ | ----------- | ---- |
| A         | 47,04° S, 17,31° O | 7 km        |      |
| B         | 47,74° S, 18,18° O | 7 km        |      |
| C         | 48,98° S, 18,84° O | 6 km        |      |
| D         | 48,11° S, 18,63° O | 4 km        |      |
| E         | 47,91° S, 19,03° O | 8 km        |      |
| F         | 48,54° S, 19,4° O  | 6 km        |      |
| G         | 47,05° S, 19,21° O | 16 km       |      |

Der Krater wurde 1935 von der IAU nach dem italienischen Geologen Scipione Breislak offiziell benannt.